# Jacobus Henricus van 't Hoff
Jacobus Henricus van 't Hoff (Rotterdam, 30. kolovoza 1852. – Berlin, 1. ožujka 1911.) je bio nizozemski fizikokemičar i organokemičar. Bio je sveučilišni profesor kemije, mineralogije i geologije u Amsterdamu, zatim profesor Pruske akademije znanosti u Berlinu. Godine 1874., neovisno o A. Le Belu, objavio koncepciju trodimenzijske strukture organskih spojeva, koja se osniva na predodžbi prema kojoj ugljikov atom može tvoriti četiri jednostruke kemijske veze usmjerene prema vrhovima tetraedra i koja je omogućila objašnjenje optičke aktivnosti kemijskih spojeva. Bio je to temelj daljnjega razvoja suvremene stereokemije. Istraživao je i brzine kemijskih reakcija, kemijsku ravnotežu, elektrolitsku disocijaciju, izveo jednadžbu za osmotski tlak (van’t Hoffov zakon) i uveo pojam kemijskog afiniteta. Prvi je dobitnik Nobelove nagrade za kemiju (1901.).

## Životopis
Rodio se u Rotterdamu, u liječničkoj obitelji. Studirao je kemiju na Politehničkom institutu u Delftu, a kasnije na sveučilištima u Leidenu, Bonnu i Parizu. Doktorirao je na Sveučilištu u Utrechtu 1874.

### Postignuća
Godine 1874. objavio je rad u kojem je objasnio optičku rotaciju kod nekih materija. Ovu pojavu je tumačio kao posljedicu tetraedarskog rasporeda kemijskih veza ugljikovih atoma i njihovih susjeda. U svome djelu Kemija u prostoru (La chimie dans l'éspace) iz 1874., dao je primjere koji povezuju kemiju i geometriju i tako bio jedan od pionira stereokemije. U ovo doba ovo je bila revolucionarna ideja koju su dočekale brojne kritike.
Sljedeće značajno djelo van 't Hoff je objavio 1884. To su bile Studije o kemijskoj dinamici (Études de Dynamique chimique), u kojima je opisao novu metodu za opisivanje reda kemijske reakcije koristeći grafike i primijenio zakone termodinamike na kemijske sustave u ravnoteži. U znanost je uveo pojam kemijskog afiniteta. Kasnije se bavio kemijom otopina i teorijom disocijacije elektrolita.
Godine 1901. bio je dobitnik prve Nobelove nagrade za kemiju za svoja istraživanja otopina i otkriće osmotskog tlaka. Utvrdio je da se vrlo razrijeđene otopine ponašaju po matematičkim jednadžbama koje važe za plinove.

#### Kemijski afinitet
Kemijski afinitet je sklonost uzajamnom kemijskom reagiranju i vezivanju različitih kemijskih tvari, odnosno njihovih atoma ili molekula. 

#### Elektrolitska disocijacija
Elektrolitska disocijacija je rastavljanje elektrolita na ione otapanjem ili taljenjem, što je uzrok električnoj vodljivosti njihovih otopina ili talina. Disocijacija takozvanih pravih elektrolita ili ionofora (grč. nosioci iona), koji se i prije disocijacije sastoje od iona (ionski kristali), događa se samo otapanjem, a na rastavljenim se ionima nakupljaju molekule otapala (solvatacija). Ako se takva kristalna rešetka razori grijanjem, to jest ako se pravi elektrolit rastali, dobije se tekućina koja se sastoji samo od iona, te je stoga električki vodljiva.

## Poveznice
|  | Zajednički poslužitelj ima još gradiva o temi Jacobus Henricus van 't Hoff |